# Ryuji Sueoka
Ryuji Sueoka (末岡 龍二 Sueoka Ryuji?), född 22 maj 1979 i Yamaguchi prefektur, är en japansk före detta fotbollsspelare.
Sueoka började sin karriär 2002 i Albirex Niigata. Efter Albirex Niigata spelade han för Albirex Niigata Singapore, Geylang United FC, Balestier Khalsa FC, Bangkok United FC, Mohun Bagan AC, Salgaocar SC, Dempo SC, East Bengal FC och Pune FC. Han avslutade karriären 2015.